# 樊養鳳
樊養鳳（1555年—1586年），字時鳴，號見所，浙江衢州府常山縣人，民籍，明朝政治人物。

## 生平
萬曆元年（1573年）癸酉科浙江鄉試第五十三名，萬曆十一年（1583年）癸未科會試第二十一名，登三甲第二百零四名進士。通政司觀政，次年授直隶仪真县知县，十四年卒。

## 家族
曾祖樊英壽；祖父樊浩；父樊玉。嫡母徐氏；生母張氏。慈侍下。